# Partido Libertario
Die Partido Libertario (Libertäre Partei) ist eine argentinische politische Partei, die für sozialen Konservatismus, wirtschaftlichen Libertarismus und Minarchismus eintritt. Sie wurde 2019 gegründet. Ihr Parteivorsitzender und bekanntestes Mitglied ist der Ökonom Javier Milei, der 2023 als Kandidat des Bündnisses La Libertad Avanza zum Präsidenten gewählt wurde.

## Geschichte
Die Partei entstand 2018 zunächst als informelle Bewegung von Sympathisanten des Liberalismus aus verschiedenen Provinzen Argentiniens, die sich über soziale Medien organisierten. Als Partei anerkannt wurde sie zuerst in der Provinz Córdoba im Jahr 2019, wo sie den Parteiregistereintrag der bestehenden Kleinpartei Unión Ciudadana übernahm. Sie nahm in der Provinz an den Vorwahlen der Abgeordnetenhauswahlen 2019 als Teil des liberalen Frente Despertar teil, das Bündnis konnte jedoch die 1,5-Prozent-Hürde zur Teilnahme an der endgültigen Wahl nicht überwinden. Im gleichen Jahr schloss sich Javier Milei der Partei an und wurde zum Ehrenpräsidenten ernannt.
2021 nahm die Partei an den Parlamentswahlen dieses Jahres als Teil der neu gegründeten Allianz La Libertad Avanza teil und erreichte mit 5,55 % einen Überraschungserfolg. Besonders erfolgreich war sie in der autonomen Stadt Buenos Aires, wo die Liste angeführt von Javier Milei mit 17,04 % den dritten Platz erreichte.
2022 wurde die Partei in mehreren Provinzen anerkannt und somit zu einer überregionalen Kraft; sie hat jedoch weiterhin keine landesweite Dachorganisation (Stand 2023). Im gleichen Jahr kündigte Milei eine Präsidentschaftskandidatur für die Wahlen 2023 an. Überraschend gewann er diese und ist seit dem 10. Dezember 2023 neuer Präsident.

## Parteiprofil
Die Partei setzt sich – laut den Programmen auf Provinz- und auf nationaler Ebene – für liberale Überzeugungen ein. Der Staat soll die „Individualität“ und „Freiheit“ der Bürger beschützen. Eine Vergrößerung des Staatsapparates und Steuererhöhungen werden abgelehnt. Zu den Vorschlägen gehört die Reform zahlreicher Behörden, um die Verwaltung zu vereinfachen und sich in ihren Aufgaben überlappende Staatsorgane zu vermeiden. Behörden sollen regelmäßig evaluiert werden, Privatisierung und Outsourcing sowie ein dezentralerer Staatsaufbau werden befürwortet. Diäten und Bürokratiekosten der Funktionäre sollen reduziert, die Parlamente auf allen Ebenen verkleinert werden. Die Partei befürwortet eine Wahlrechtsreform weg von der boleta sábana, bei der jede Partei einen eigenen Wahlschein ausgibt, hin zu einheitlichen Wahlscheinen (wie sie beispielsweise in den Provinzen Córdoba und Santa Fe eingesetzt werden).
In der Sicherheitspolitik werden höhere Strafen für Gewaltverbrechen angestrebt, Bewährungsstrafen sollen nur bei geringfügigen Delikten verhängt werden. Straffällige Ausländer sollen sofort abgeschoben werden. Das Justizsystem soll effizienter werden. Polizei und Ermittlungsbehörden sollen stets mit neuester Technologie ausgestattet, Polizei und Justiz entpolitisiert werden. Der Wehretat soll auf 1,5 Prozent des Bruttoinlandsprodukts erhöht werden.
Das Steuerrecht soll vereinfacht werden, dabei sollen den Provinzen Zuständigkeiten und Einnahmequellen vom Bundesstaat zurückgegeben werden. Sozialabgaben und verschiedene Steuern, darunter die Mehrwertsteuer, sollen gesenkt werden. Im Arbeitsrecht soll der Mindestlohn abgeschafft (der in Argentinien allerdings Verfassungsrang hat) und Arbeitszeiten flexibilisiert werden, das Rentensystem soll vom Umlage- auf ein Kapitalisierungssystem umgestellt werden. Das System der Einheitsgewerkschaft soll abgeschafft und die Tarifverhandlungen in jedem Unternehmen unabhängig geführt werden.
In der Wirtschaftspolitik wird eine Sparpolitik angestrebt, nur in außergewöhnlichen Fällen soll Haushaltsdefizit auftreten. Subventionen etwa für Energie sollen mit Ausnahme der einkommensschwächsten Schicht abgeschafft werden. Wechselkursrestriktionen und Importsteuern sollen abgeschafft oder stark reduziert, alle Zahlungsmittel erlaubt werden. Freihandelsabkommen mit anderen Ländern werden angestrebt.
In der Arbeits- und Sozialpolitik strebt die Partei die komplette Freiheit der Vertragsgestaltungen an, ohne Mindestlohn und Kündigungsschutz. Für Rente und Arbeitslosigkeit sollen Angestellte individuell vorsorgen. Tarifverhandlungen sollen innerhalb von Unternehmen und ohne Gewerkschaften geführt werden.
In der Bildungspolitik wird ein Coupon-System angestrebt, das die Entscheidung zwischen staatlichen und privaten Schulen ermöglicht. In der Gesundheitspolitik wird ein freier Wettbewerb von Krankenversicherungen angestrebt, die Rolle des Staates soll reduziert werden. In der Religionspolitik sollen die Privilegien der römisch-katholischen Kirche abgeschafft werden.
Einzelne Mitglieder der Partei vertreten radikalere Positionen. So tritt Javier Milei für die Abschaffung der argentinischen Zentralbank ein und befürwortet die Einführung des US-Dollars als Zahlungsmittel nach ecuadorianischem Vorbild.

## BündnisLa Libertad Avanza
Seit 2019 ist der Partido Libertario Teil einer lockeren Allianz liberaler, konservativer und libertärer Parteien und ist seit dem Wahlerfolg 2021 eine deren treibenden Kräfte. Das Bündnis nennt sich seit der Wahl 2021 La Libertad Avanza (deutsch: Die Freiheit schreitet voran) und wird dem ultrarechten Spektrum zugeordnet.  Weitere bedeutsame Parteien des Bündnisses sind der bereits seit 1931 bestehende Partido Demócrata, der sich als Rechtsnachfolger des im 19. Jahrhundert bedeutenden Partido Autonomista Nacional bezeichnet, und die PJ-Abspaltungen Unión Celeste y Blanco und Partido Renovador Federal.